# Aconitum yunlingense
Aconitum yunlingense är en ranunkelväxtart som beskrevs av Q. E. Yang och Z.D. Fang. Aconitum yunlingense ingår i släktet stormhattar, och familjen ranunkelväxter. Inga underarter finns listade i Catalogue of Life.